# Rainfarn-Marienkäfer

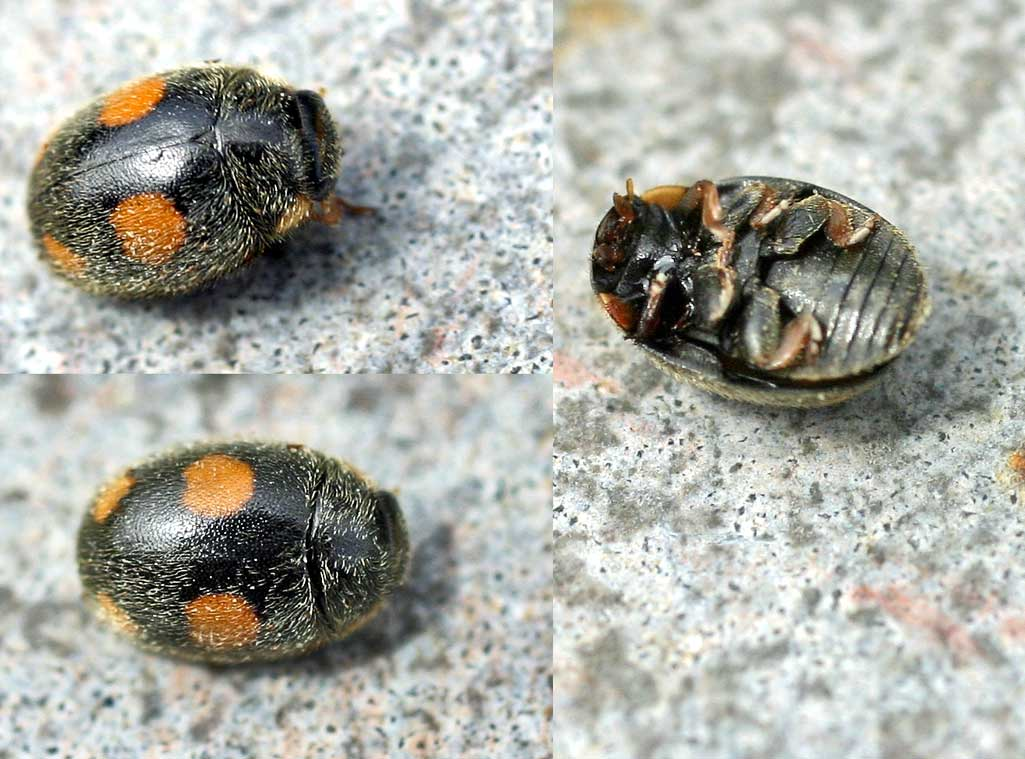
Käfer von mehreren Perspektiven aus betrachtet

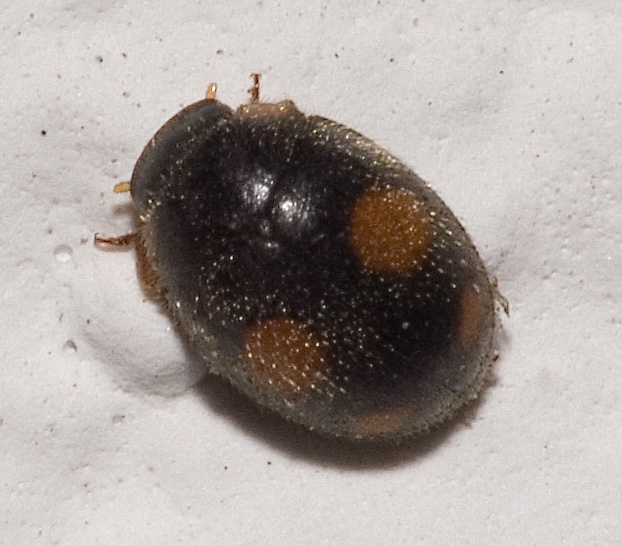
Dunkle Farbvariante

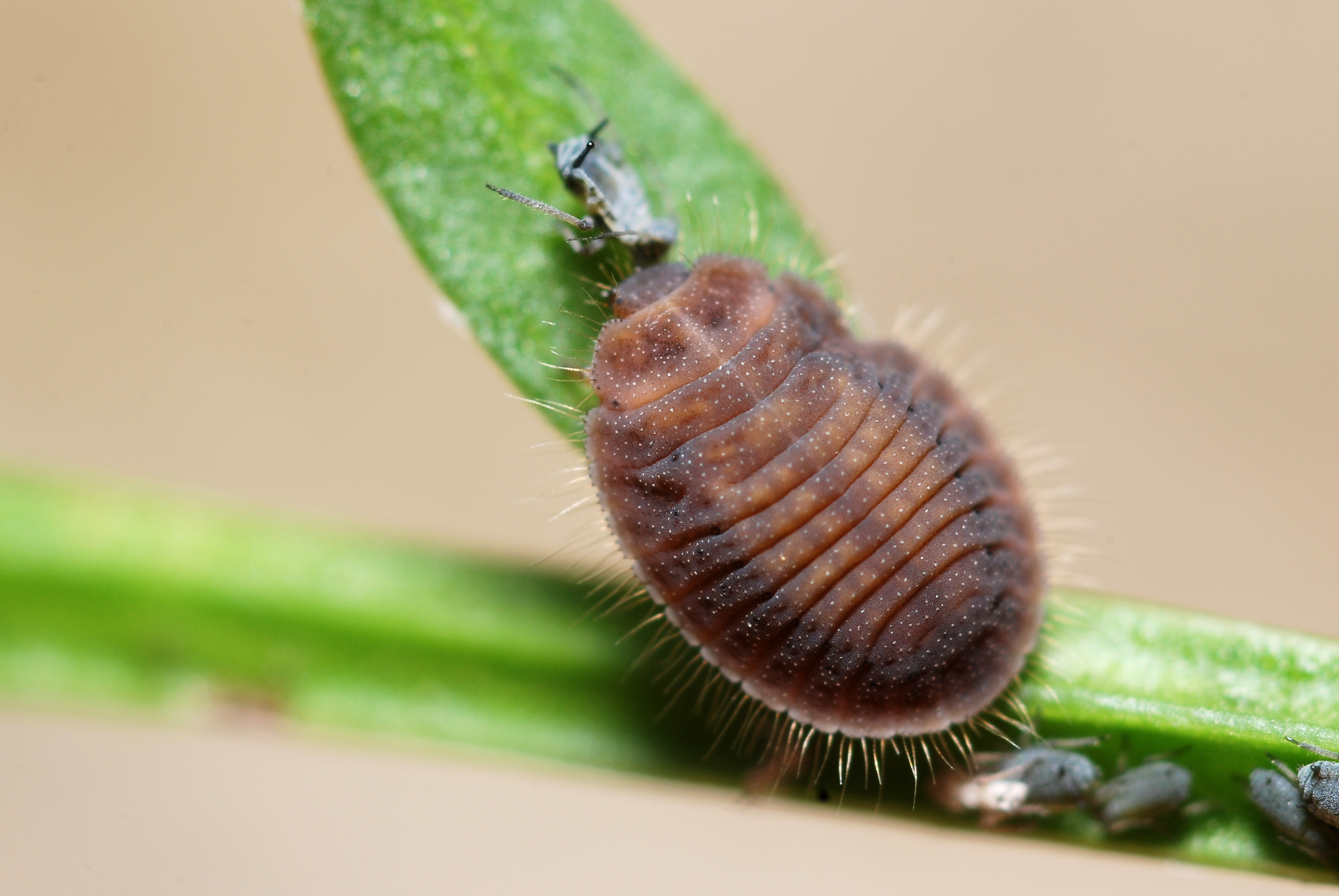
Larve mit erbeuteter Blattlaus

Der Rainfarn-Marienkäfer (Platynaspis luteorubra) ist ein Marienkäfer aus der Tribus der Chilocorini.

## Merkmale
Die Käfer werden 2,5 bis 4,8 Millimeter lang und haben einen stark behaarten Körper. Ihre beiden Deckflügel sind schwarz und tragen jeweils zwei große orangerote Punkte. Die beiden vorne liegenden Punkte sind größer als die beiden an den Enden der Deckflügel. An den Seiten des nach unten gekrümmten Halsschildes liegt auch noch je ein kleiner roter Fleck. Die Stirnplatte (Clypeus), der vordere Teil des Halsschildes, umfasst die Facettenaugen zur Gänze. Dies ist ein Unterscheidungsmerkmal zu anderen kleinen Marienkäferarten. Der Clypeus ist bei den Männchen gelblich weiß, bei den Weibchen schwarz. Die Facettenaugen sind, wie der Rest des Körpers, schwarz.
Die Schienen (Tibien) der Beine des Rainfarn-Marienkäfers sind am Innen- und Außenrand deutlich bogenförmig verbreitert.

## Vorkommen
Die Tiere sind in Europa verbreitet, wo man sie oft auf den Pflanzen großer Sandflächen, aber auch auf lehmigem Untergrund findet. Sie bevorzugen Biotope, auf denen die Vegetation kurz gehalten wird, etwa an Wegrändern oder gemähten Flächen entlang der Autobahnen. Dies hängt wahrscheinlich mit den ökologischen Ansprüchen der Ameisenarten zusammen, mit denen diese myrmekophile Marienkäferart zusammen vorkommt. Darunter sind vor allem die Schwarze Wegameise (Lasius niger) und in geringerem Maß die Gerunzelte Knotenameise (Myrmica rugulosa) zu nennen. Das Habitat der Ameisenarten Myrmica scabrinosus und Myrmica sabuleti wird hingegen gemieden.

## Lebensweise
Ähnlich wie viele andere Marienkäfer-Arten ernähren sich die Larven und adulten Tiere des Rainfarn-Marienkäfers von Blattläusen der Familie Aphididae. Die Käfer stehen dabei in Konkurrenz zu den Ameisen, die sich vom Honigtau dieser Blattläuse ernähren. Die Larven der Rainfarn-Marienkäfer kommen aber häufiger in den von Ameisen beweideten Blattlauskolonien vor als in jenen ohne Ameisen. Dies könnte damit zusammenhängen, dass die Larven eine für Marienkäfer ungewöhnliche Form und unauffällige Fortbewegung sowie möglicherweise eine chemische Tarnung aufweisen, was das Erkennen durch die Ameisen erschwert. Sie haben dadurch einen Vorteil in den von Ameisen gepflegten und geschützten Blattlauskolonien gegenüber anderen Blattlausräubern, die von den Ameisen häufig angegriffen werden.
Puppen und erwachsene Rainfarn-Marienkäfer werden von den Ameisen eher angegriffen als die Larven. Die Puppen schützen sich jedoch durch ein dichtes Haarkleid, die adulten Käfer pressen sich eng an das Blatt oder die Pflanzenoberfläche und bieten durch ihren halbkugelförmigen Panzer wenig Angriffsfläche.
Die Marienkäfer findet man häufig an Graswurzeln, in abgestorbenen Hecken und in den Blüten von Weißdornen. Die Imagines überwintern unter der Rinde verschiedener Bäume, insbesondere Tannen und Weiden, aber auch Platanen.

## Belege